# ГЕС Рама
ГЕС Рама — гідроелектростанція у центральній частині Боснії і Герцеговини, споруджена на річці Рама (права притока Неретви із басейну Адріатичного моря).
Для спорудження станції річку перекрили кам'яно-накидною греблею з бетонним облицюванням висотою 100 метрів, довжиною 230 метрів та шириною по гребеню 6 метрів. На її спорудження пішло 1,45 млн м3 матеріалу, при цьому площа облицювання становила 19 тис. м2. Це утворило водосховище площею поверхні 14,74 км2 та об'ємом до 515 млн м3 (корисний об'єм 466 млн м3), для якого нормальним є коливання рівня між позначками 536 та 595 метрів над рівнем моря.
Підземний машинний зал обладнаний двома турбінами типу Френсіс одиничною потужністю 80 МВт. При середньому напорі у 297,5 метра це забезпечує виробництво близько 0,5 млрд кВт·год на рік.
Видача продукції відбувається по ЛЕП, що працює під напругою 220 кВ.
У 1993 році внаслідок бойових дій під час хорватсько-мусульманського конфлікту станція призупиняла роботу.